# Mámoa de Pedralonga
La Mámoa de Pedralonga (également connu sous le nom de Chan de Castiñeiras 2) est un dolmen situé dans la paroisse de Piñeiro de la commune de Marín, dans la province de La Corogne, en Galice.
Le mot Mámoa (es) est utilisé dans le nord-ouest de la péninsule ibérique pour désigner les tumulus funéraires caractéristiques du Néolithique.

## Description
La tumulus de Pedralonga est située dans la plaine de Castiñeiras, à côté de la route qui mène à la lagune de Castiñeiras.
Ce site mégalithique conserve une chambre funéraire monumentale, formée de 10 orthostates de plus d'un mètre de haut, qui délimitent un espace polygonal de 2,5 m mètres de diamètre, avec un couloir orienté à l'est. Seule la moitié du tombeau est conservée, l'autre moitié ayant disparu après la construction d'une route, en plus de causer des dommages à la chambre, dans laquelle certains orthostates apparaissent aujourd'hui brisés et renversés. Le diamètre original était d'environ 15 m mètres et sa hauteur était de 1,5 m.
La principale particularité de ce dolmen provient que certains de ces orthostates conservent un décor de gravures rupestres aux lignes ondulées et aux figures anthropomorphes, très schématiques. Il a été fouillé en 1957 par Ramón Sobrino Lorenzo-Ruza.
Il a été déclaré Bien d'intérêt culturel en 2011 sous le code GA36026008 .

### Liens connexes
- Liste des sites mégalithiques en Galice
- Marín (Pontevedra)